# Törlspitzen
Die Törlspitzen bilden eine Berggruppe im Kaisergebirge in Tirol. Sie sind mehrgipflig und bestehen aus acht Gipfeln, die zur Gemeinde Kirchdorf in Tirol gehören. Über den südlichen Teil der Gipfel verläuft die Grenze zur Gemeinde Going am Wilden Kaiser.

## Lage
Die Törlspitzen liegen im zentralen Teil des Kaisergebirges am Übergang zum Ostkaiser. Sie steigen südöstlich des Ellmauer Tors auf. Nach Westen fallen die Gipfel in steilen Felswänden zum Kübelkar hin ab. Nach Süden gehen die ausgeprägten Felswände in ausgesetztes Gelände mit steilen Grasschrofen und felsdurchsetztes Gelände über. Auf der Ostseite bzw. Nordseite der Törlspitzen befindet sich das Griesener Kar, ein weitläufiges Geröllfeld, dass teils weit Richtung Gipfel der Törlspitzen heraufreicht.
Der nördliche Eckpunkt der Törlspitzen ist die Nördliche Törlspitze bzw. die Goinger Scharte, das südliche Ende der Törlspitzen bildet der Kreuztörlturm bzw. das Kleine Törl.
Nach Norden ist den Törlspitzen die Vordere Goinger Halt vorgelagert, von der sie durch die Goinger Scharte getrennt sind. Nach Südosten folgt der Hauptkamm mit dem kleinen Törl und der Regalmspitze, der schließlich in der Ackerlspitze im Ostkaiser kulminiert.

## Gipfel
Von Norden nach Südosten:
- Nördliche Törlspitze (2187 m)
- Bauernpredigtstuhl (2119 m)
- Goinger Turm (2201 m)
- Goinger Törlspitze (2227 m)
- Westliches Törleck (2198 m)
- Östliches Törleck (2198 m)
- Höchster Törlturm (2191 m)
- Kreuztörlturm (2173 m)

Die markantesten Gipfel sind der Bauernpredigtstuhl und der Kreuztörlturm, die höchste Erhebung ist die Goinger Törlspitze. 

## Routen

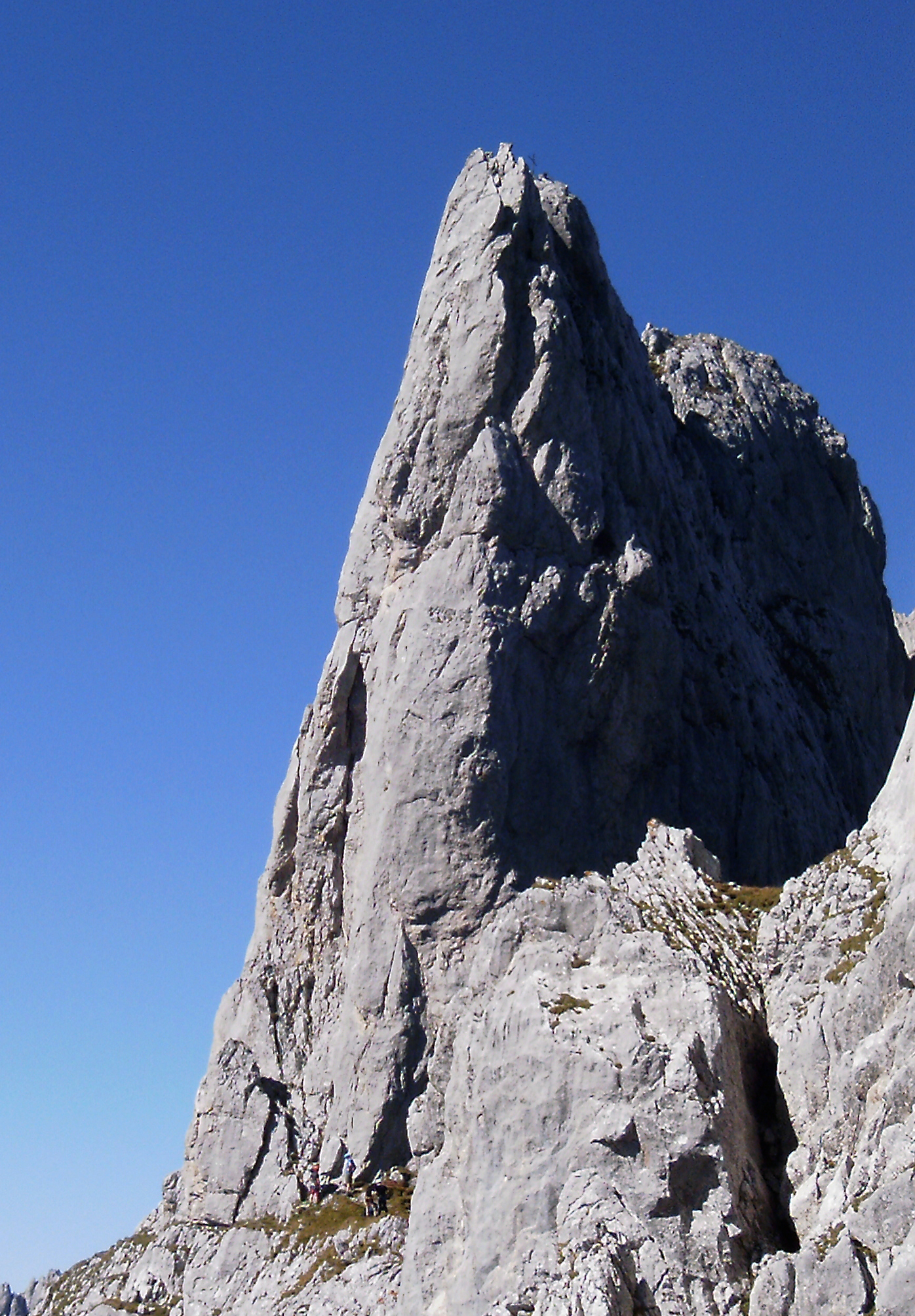
Kreuztörlturm

Sämtliche Gipfel der Törlspitzen sind nur klettertechnisch zu erreichen und sind nicht markiert; sie erfordern daher Trittsicherheit, Schwindelfreiheit, alpine Erfahrung, Orientierungssinn und Klettergeschick. Dieser Gebirgsteil des Kaisergebirges wird eher selten besucht.
Erreicht werden die Einstiege zu den Gipfelrouten entweder von Norden aus dem Kaiserbachtal über das Große Griesener Tor bzw. das Kleine Griesener Tor via Fritz-Pflaum-Hütte und den Bergsteig Richtung Kleines Törl. Von Süden kann der südöstliche Bereich der Berggruppe über den Gildensteig von Going bzw. der Wochenbrunneralm über das Kleien Törl angesteuert werden. Die nordwestlichen Gipfel können auch von Westen vom Kübelkar aus bestiegen werden.
Der bekannteste Klettergipfel der Törlspitzen ist der Bauernpredigtstuhl, auf den aus dem Kübelkar mehrere Kletterrouten hinaufführen (leichteste heute noch begangene Route V. Schwierigkeitsgrad nach UIAA-Skala).
Höchster Gipfel ist mit 2227 m Höhe die Goinger Törlspitze. Sie ist auch der am einfachsten zu erreichende Gipfel der Törlspitzen. Der Normalweg (II) beginnt im Griesener Kar auf der Nordostseite des Gipfels. Hierhin gelangt man entweder über das Große Griesener Tor oder das Kleine Griesener Tor aus dem Kaiserbachtal, oder von Süden über den Gildensteig und das Kleine Törl. Aus dem Hochkar steuert man zunächst die Scharte zwischen dem Goinger Turm und der Goinger Törlspitze an. Von dort über Bänder und Rinnen hinauf zum Gipfel. Dauer ab Einstieg im Griesener Kar etwa eineinhalb Stunden.
Ein weiterer beliebter Klettergipfel ist der Kreuztörlturm, der vom Kleinen Törl aus bestiegen werden kann (leichteste Route III+).

## Stützpunkte
Als Stützpunkte dienen die nordöstlich des Gebirgsteils gelegene Fritz-Pflaum-Hütte (Selbstversorgerhütte, nur mit AV-Schlüssel zugänglich), die südöstlich stehende Ackerlhütte (Selbstversorgerhütte), die südwestlich liegende Gaudeamushütte oder auch die Gruttenhütte (westlich gelegen).